# La Chapelle-en-Serval
La Chapelle-en-Serval är en kommun i departementet Oise i regionen Hauts-de-France i norra Frankrike. Kommunen ligger i kantonen Senlis som tillhör arrondissementet Senlis. År 2022 hade La Chapelle-en-Serval 3 109 invånare.

## Befolkningsutveckling
Antalet invånare i kommunen La Chapelle-en-Serval
| Referens: INSEE |